# 肯·弗里曼
肯尼思·查尔斯·弗里曼，AC FAA FRS（英語：Kenneth Charles Freeman，1940年8月27日—），澳大利亚天体物理学家，目前担任澳大利亚国立大学斯特朗洛山天文台天文学和天体物理学研究学院的杜菲尔德天文学教授。 